# Soufflerie du Mont-Lachat
La soufflerie du Mont-Lachat était une soufflerie militaire de France située à Saint-Gervais-les-Bains, en Haute-Savoie. Construite en 1937 et désaffectée en 1969, elle est détruite en 2015. Elle est implantée au col du Mont-Lachat, juste au sud du sommet du mont Lachat, à 2 077 mètres d'altitude, au-dessus des Houches. Le choix de ce site est motivé par les conditions météorologiques recherchées en vue de tests sur des moteurs d'avion.

## Histoire

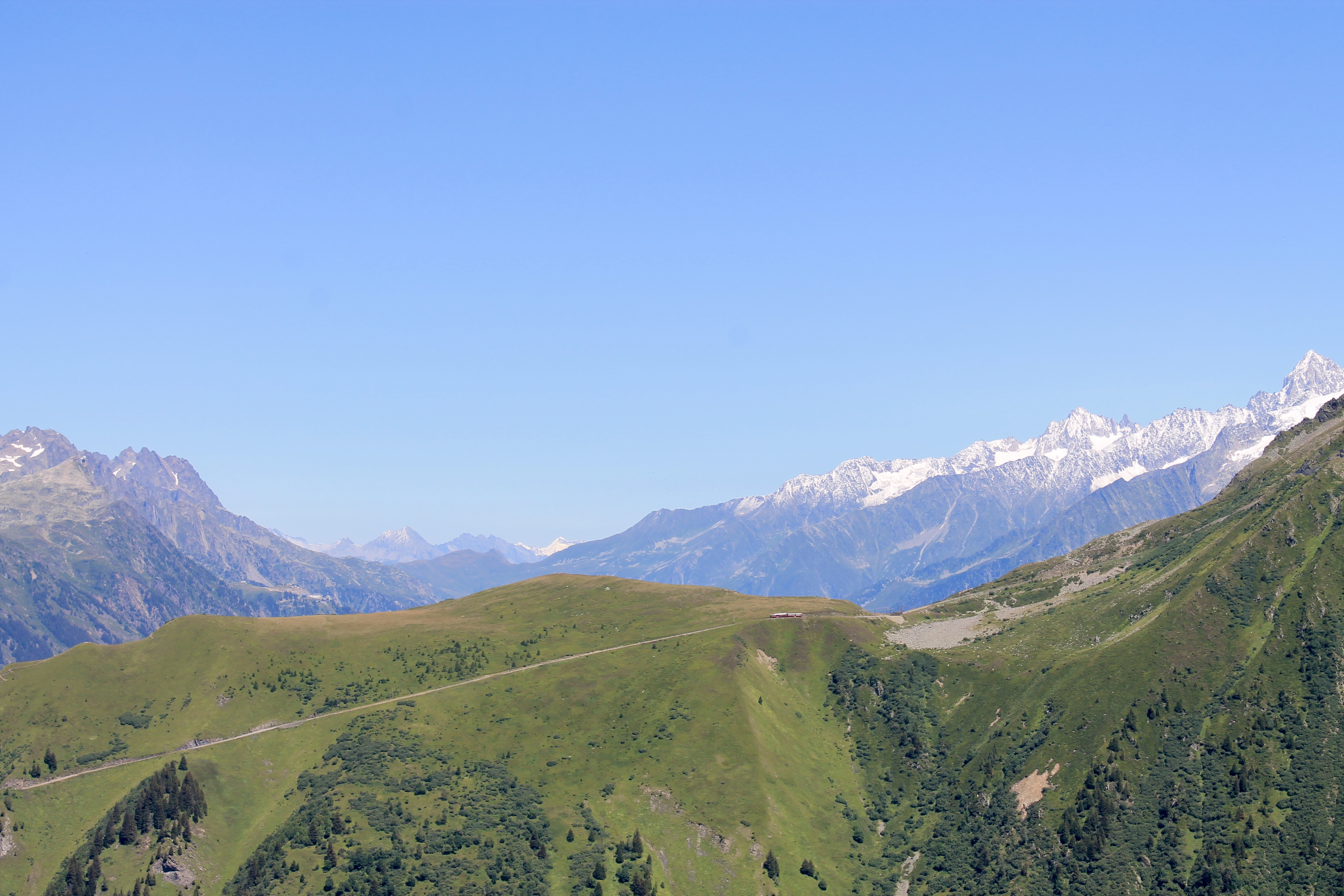
Vue en 2020 du mont Lachat et de son col (à droite) vus depuis le sud-ouest.

Afin de tester des moteurs d'avion en conditions météorologiques rencontrées en altitude, Henri Carol — missionné par l'armée française — se met en quête d'un site en altitude afin d'y installer une soufflerie,. Son choix se porte sur le col du Mont-Lachat situé à une altitude de 2 077 mètres d'altitude, dans le massif du Mont-Blanc, en Haute-Savoie, car il constitue un couloir naturel canalisant les vents.
Elle est mise en service et exploitée par Gnome et Rhône en 1937 puis par la Snecma lors de la nationalisation de la société en 1945. En 1953, la soufflerie d'Avrieux — non loin de Modane, dans la vallée de la Maurienne — entre en service et les recherches y sont transférées, entrainant la désaffectation du site du Mont-Lachat en 1969. L'année suivante, le bail avec la commune de Saint-Gervais-les-Bains n'est pas renouvelé et cette dernière devient propriétaire des installations en 1975. Quarante ans plus tard, les constructions sont démolies en mai 2015 dans une volonté de restauration des milieux naturels, l'ancienne soufflerie étant située dans le périmètre du site classé du mont Blanc créé en 1951,,,. Cette opération se fait dans un environnement contraint avec la présence de sentiers de randonnée et du tramway du Mont-Blanc à proximité immédiate du site qui est de surcroit à flanc de montagne, obligeant à limiter la dispersion des débris toxiques avec notamment la présence de béton, d'amiante et de plomb.
Les différents essais sont opérés par l'Établissement de recherches aéronautiques de Toulouse jusqu'en mai 1946 lorsque est créé l'Office national d'études et de recherches aérospatiales.

## Fonctionnement et recherches

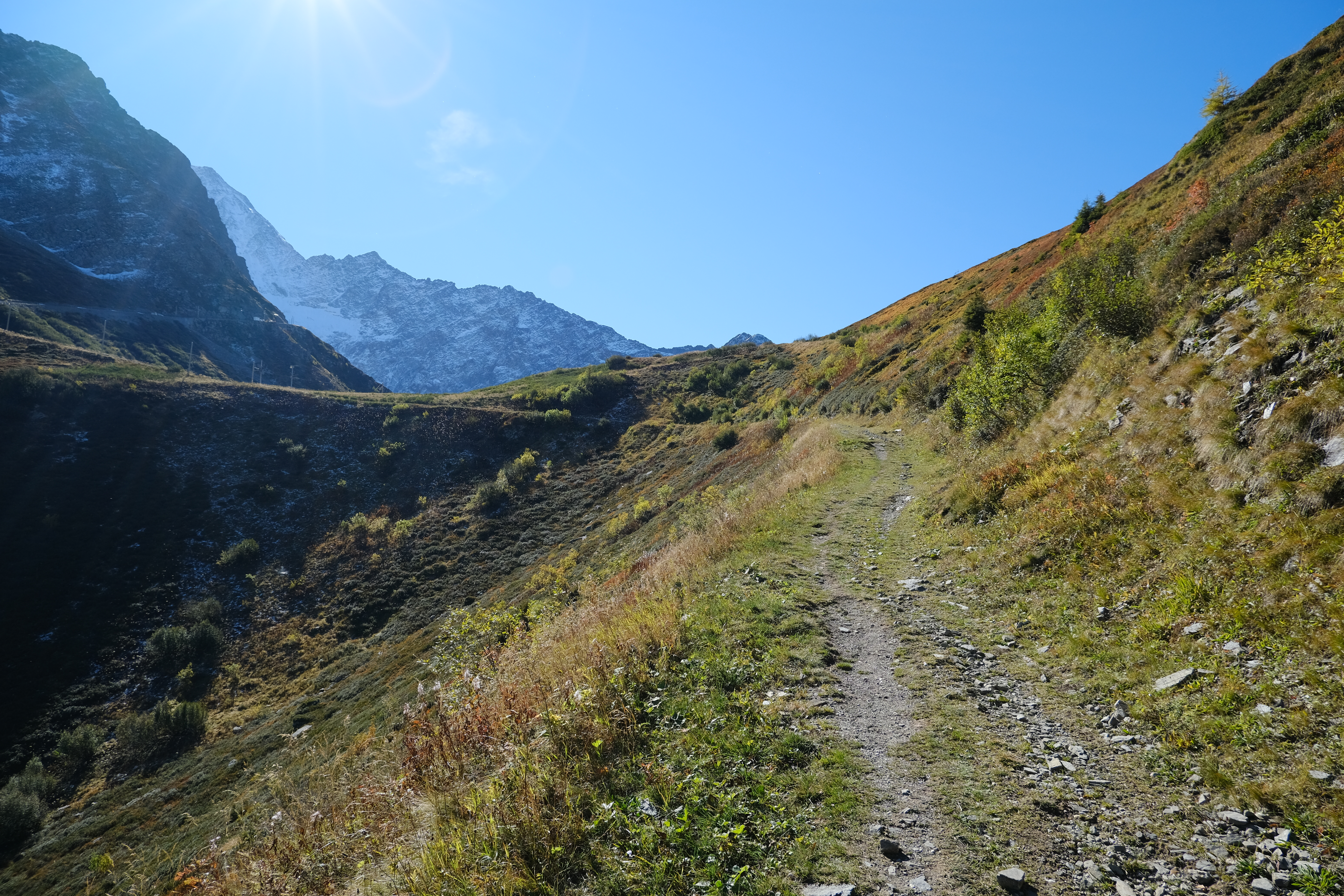
Vue en 2021 du col du Mont-Lachat depuis le sentier venant du téléphérique les Houches-Bellevue : le site de l'ancienne soufflerie est au centre de la photo, juste au-dessus du sentier.

Le but de cette soufflerie est d'étudier le comportement de moteurs d'avion en fonction du vent, de l'altitude et des conditions météorologiques rencontrées en vol, notamment le givrage. Afin de réaliser les tests, la soufflerie en elle-même est équipée d'une veine de 4,50 mètres de longueur utile, 1,40 mètre de largeur et 3,20 mètres de hauteur. Un nuage artificiel avec une teneur en vapeur d'eau pouvant atteindre 2 g/m3 d'air peut être généré afin de simuler le givrage des différents éléments. Outre des mesures physiques, les propriétés électriques du nuage étaient également analysées.
L'implantation du laboratoire dans un site isolé en altitude et son utilisation en hiver posait d'importantes difficultés au personnel. Tout d'abord, son accès se faisait via le téléphérique les Houches-Bellevue au départ des Houches qui mène au versant nord du mont Lachat. De là, une marche dans la neige et la glace était nécessaire pour rejoindre le laboratoire distant d'environ deux kilomètres. Une fois sur place, il fallait déneiger, dégivrer et dégeler régulièrement les installations, sans compter les conditions de travail qui pouvaient se faire en plein vent et avec un taux d'humidité très élevé. Ces conditions très rudes, les difficultés d'accès et les maigres résultats obtenus au cours des différentes expérimentations ont eu raison de l'existence même de la soufflerie qui sera remplacée par celle d'Avrieux.
Parmi les différents équipements testés dans la soufflerie figurent le moteur à pistons Snecma 14 R ayant équipé les prototypes de l'avion cargo Cormoran et qui a subi des essais de givrage ou encore un détecteur de givrage de carburateur de la Snecma.